# Lugalbanda
Lugalbanda (sum. lugal-banda3, tłum. „młody król”; zapisywane w piśmie klinowym  ) – król sumeryjskiego miasta Uruk, panujący w 1 poł. III tys. p.n.e. W „Sumeryjskiej liście królów” występuje po Enmerkarze jako trzeci władca I dynastii z Uruk. Według tejże Listy - która nazywa go „pasterzem” a nie „królem” - panować miał on przez 1200 lat. Podobnie jak wielu archaicznym władcom Sumeru, Lugalbandzie przypisano z czasem status boski, uznając go za syna boga Urasza. Za żonę Lugalbandy uważano boginię Ninsun, a z ich związku narodzić miał się słynny heros Gilgamesz. Królowie III dynastii z Ur składali ofiary boskiemu Lugalbandzie w Nippur, a w poezji pochwalnej skierowanej do tych władców powszechnie spotyka się Lugalbandę i Ninsun, opisanych jako ich boskich „rodziców”.
Do naszych czasów zachowały się dwa heroiczne poematy narracyjne opisujące niezwykłe czyny Lugalbandy - „Lugalbanda w Jaskini Górskiej” oraz „Lugalbanda i Ptak Anzu”. Występuje on w nich nie jako władca, lecz jako dowódca oddziałów sumeryjskich wysłanych przez Enmerkara przeciw odległemu, górskiemu miastu-państwu Aratta. Przypuszcza się, że opisywane tu dokonania są odzwierciedleniem prawdziwych wydarzeń historycznych. Zawierają one w sobie echa dalekich wypraw po towary nieosiągalne w Sumerze i próby wytyczenia nowych szlaków handlowych.